# Schlacht von Arras (1940)
Schlacht um die Niederlande

Maastricht – Mill – Den Haag – Rotterdam – Zeeland – Grebbeberg – Afsluitdijk – Bombardierung von Rotterdam
Invasion von Luxemburg

Schusterlinie
Schlacht um Belgien

Fort Eben-Emael – K-W-Linie – Dyle-Plan – Hannut – Gembloux – Lys
Schlacht um Frankreich

Ardennen – Sedan – Maginot-Linie – Weygand-Linie – Arras – Boulogne – Calais – Dünkirchen (Dynamo – Wormhout) – Abbeville – Lille – Paula – Fall Rot – Aisne – Westalpen – Cycle – Saumur – Lagarde – Aerial – Fall Braun
Die Schlacht von Arras am 21. Mai 1940 war ein größeres Gefecht des Westfeldzuges während des Zweiten Weltkriegs. Bei der Kampfhandlung konnte ein Gegenangriff des Britischen Expeditionskorps (British Expeditionary Force, BEF), welcher durch französische Einheiten unterstützt wurde, durch Truppen der deutschen Wehrmacht und der Waffen-SS gestoppt werden, die Stadt Arras wurde wenige Tage darauf besetzt.

## Ausgangssituation
Im Mai 1940 führte die deutsche Wehrmacht ihren Vorstoß durch die Ardennen zur Kanalküste durch, dabei gerieten die Alliierten in Gefahr, von ihren rückwärtigen Verbindungslinien abgeschnitten zu werden. Der neue französische Oberbefehlshaber Maxime Weygand befahl am 20. Mai 1940 einen Gegenangriff auf den vorderen deutschen Panzerkeil, um die drohende Einkesselung abzuwenden. Zur gleichen Zeit wollten die britischen Truppen einen weiteren deutschen Vorstoß nahe Amiens verhindern. Obwohl der Befehlshaber der BEF, General Lord Gort, vom Plan Weygands nicht überzeugt war, verstärkte er die französischen Stellungen bei Amiens.
Zeitgleich hatte die 7. Panzer-Division unter Generalmajor Erwin Rommel Cambrai eingenommen und stieß in den Raum südlich von Arras vor. Der deutsche Plan sah vor, am 21. Mai die Stadt westlich zu umgehen und von Westen her einzukreisen. Bei diesem Manöver waren die Flanken der vorstoßenden Truppenteile für einen Gegenangriff der Franzosen gefährlich offen. Das deutsche Panzer-Regiment 25 klärte bis zum Dorf Acq etwa 10 Kilometer westlich von Arras auf. Da zwei motorisierte Schützen-Regimenter bis 16 Uhr nicht bei Rommel eintrafen, machte dieser vorerst kehrt. Die Lage der Alliierten war derweil konfus, da es keinen Gesamtplan für die beteiligten Streitkräfte gab.
Die sogenannte Frankforce unter dem Kommando von Major General Harold Franklyn
sollte mit einem Gegenstoß die Verbindungslinien der deutschen 7. Panzer-Division abschneiden. Dieser aus jeweils zwei Brigaden der 5th und 50th Division (Major General Giffard Martel) und der 1. Tank-Brigade mit 74 Panzern bestehende britische Heeresverband verlegte nach Arras. Insgesamt standen Franklyn zwei britische und zwei französische Divisionen zur Verfügung. Einen Großteil davon schickte er nach Arras zur Verstärkung der dortigen Stellungen. Für den Gegenangriff blieben ihm nur zwei britische Brigaden und 74 Panzer übrig. Diese Truppen wurden in zwei Kolonnen aufgeteilt und kämpften sich mehr als 13 Kilometer westlich um Arras durch verstopfte Straßen langsam voran, um ihre Ausgangsstellungen für den Gegenangriff einzunehmen. Aufgrund des langsamen Aufmarsches in die Ausgangsstellungen führten die Truppen der BEF keine Gelände- und Feindaufklärung durch.

## Ablauf der Schlacht

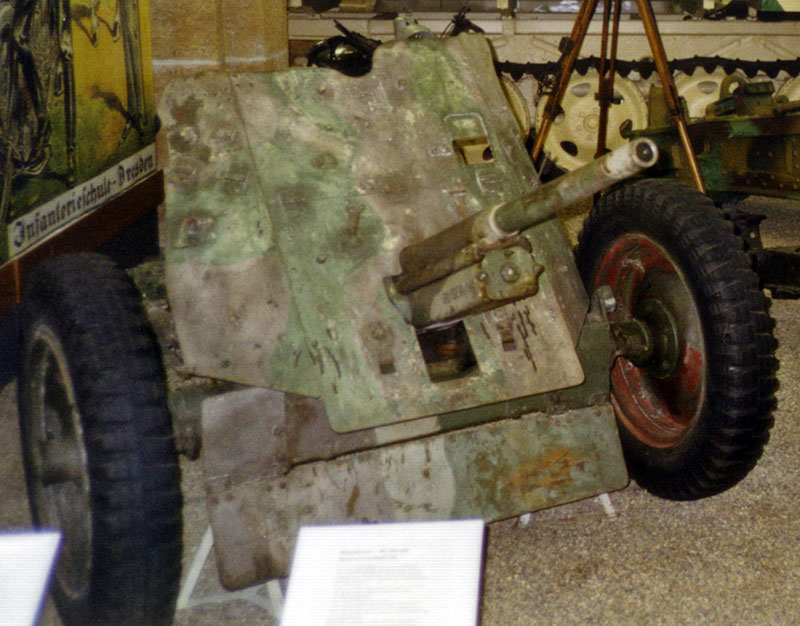
Deutsche 3,7 cm Panzerabwehrkanone

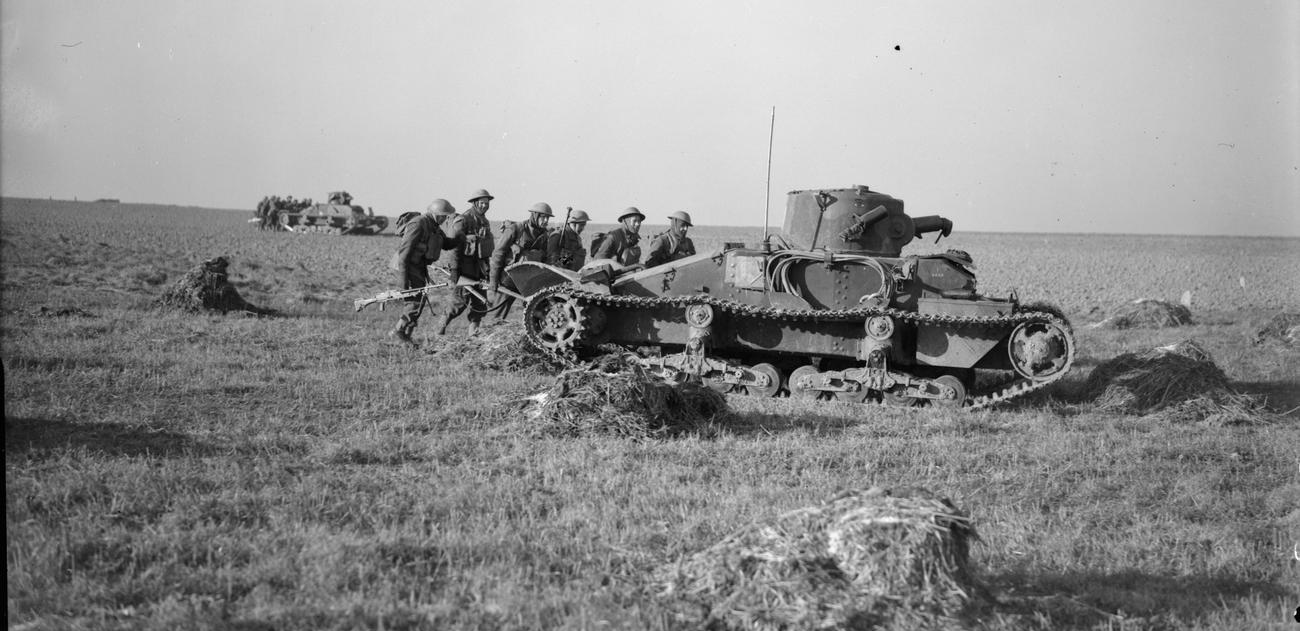
Panzer vom Typ Matilda I im Januar 1940 in Frankreich

Am Nachmittag des 21. Mai 1940 stieß die rechte (westliche) britische Kolonne nach Süden bis Duisans vor. Das Dorf konnte nach kurzer Zeit erobert werden, da es nur von schwachen Infanteriekräften verteidigt wurde. Teile der Kolonne kamen bis Warlus. Dort trafen sie vermeintlich auf deutsche Panzer und nahmen diese umgehend unter Beschuss. Es stellte sich jedoch heraus, dass es sich um verbündete französische Panzer vom Typ Somua S-35 der 3. Mechanisierten Division (Brigadegeneral Bertin-Bossu) handelte. Dieser Verband sollte den rechten Flügel der Kolonne decken, hatte aber bislang den Funkkontakt zu den britischen Truppen nicht herstellen können. Nach Aufklärung des Irrtums wurde der Vormarsch bis nach Berneville weiter geführt. An der Straße zwischen Arras und Doullens kam es zur Feindberührung. Hier waren Teile der SS-Division Totenkopf (SS-Gruppenführer Theodor Eicke) und des Schützen-Regiments 7 in Stellung gegangen und konnten die britischen Truppen durch MG-Feuer am weiteren Vordringen hindern, wobei sie auch von der deutschen Luftwaffe mit Stukas unterstützt wurden, die 20 Minuten lang Entlastungsangriffe flogen. Auch ein Angriff des 7. Royal Tank Regiments gegen die Flanke der Totenkopf-Verbände blieb im Abwehrfeuer liegen, und die deutschen Truppen gingen nunmehr zu einem Gegenangriff auf die Ortschaften Warlus und Duisans über; sie konnten sie zwar nicht einnehmen, wohl aber die wichtige Straßenverbindung blockieren, was ein koordiniertes britisches Vorrücken in der Folge vereitelte.
Die linke (östliche) britische Kolonne rückte nach Dainville vor, wo sie auf das Schützen-Regiment 6 der Wehrmacht traf und dieses zurückdrängte. Der Vorstoß wurde dann weiter Richtung Achicourt fortgeführt. Es gelang sechs Matilda-Panzern, eine deutsche Pak-Batterie zu überrennen und den Vorstoß weiter zu den Vororten Agny und Beaurains fortzuführen. Dort erhielt das 4. Royal Tank Regiment den Befehl, sich einzugraben, und wehrte einen deutschen Gegenangriff ab. Weiter nach Süden vordringende Panzer der Kolonne gerieten in den Feuerbereich von deutschen Pak-Batterien. Dabei zeigte sich, dass die zumeist verwendeten 3,7-cm-Pak die starke Frontpanzerung der Matilda-Panzer kaum durchschlagen konnten; hingegen stellte sich der Beschuss mit der 8,8-cm-Flak als wirkungsvoll heraus, und die Briten verloren mehrere Panzer. Die Angriffstruppen der Briten erwiesen sich insgesamt als zu schwach, um die Anfangserfolge auszubauen und die noch dünn besetzen deutschen Stellungen zu überrennen.
Der 150. Brigade und Teilen der 13. Brigade des BEF gelang es, östlich von Arras Brückenköpfe über die Scarpe zu sichern. Dadurch schien der Weg für die weitere Offensive gebahnt zu sein. Dies war möglich geworden, weil das östlich von Arras stehende deutsche Schützen-Regiment 6 nach Agny beordert worden war, um einen Flankenangriff auf die Truppen der BEF zu starten. Noch während des Vormarsches trafen die deutschen Kräfte jedoch auf britische Panzer und verloren im anschließenden Feuergefecht mehrere Fahrzeuge. Zeitgleich stießen aus Arras weitere britische Panzer in die offene Flanke des Schützen-Regiments und gingen gegen den ungeschützten Versorgungszug des Regiments vor. Nachdem auch die eilig herbeigeführte deutsche Panzerjäger-Abteilung 42 überrannt worden war, erreichte der britische Vorstoß zwischen den Ortschaften Mercatel und Ficheux das rückwärtige Gebiet des Schützen-Regiments 7.
Dieser Vorstoß hatte zur Folge, dass die SS-Division Totenkopf in Unordnung geriet. Britische Truppen hätten beinahe das Divisionshauptquartier erobert. Die britischen Matilda-Panzer, deren eigene Infanterie ausblieb, wurden schließlich von der deutschen Infanterie aufgehalten. Von Wailly aus versuchten 40 britische Panzer auf eine Anhöhe (Höhe 111) vorzurücken, die von Kräften des II. Bataillons des Schützen-Regiments 7 gehalten wurde. Dessen Pak und den 8,8-cm-Flak-Geschützen gelang es jedoch, mehrere britische Panzer auszuschalten. Der größte Teil der britischen Panzer war vom Typ Matilda I, der nur mit einem MG bewaffnet war. Zwar gelang es einigen der stärker armierten Panzer vom Typ Matilda II, einige Pak-Stellungen zu durchbrechen, konnten jedoch die Höhe 111 mit ihren darauf postierten 8,8-cm-Flak-Geschützen nicht nehmen. Die Briten umgingen daraufhin die Anhöhe auf beiden Seiten und trafen dabei auf Teile der SS-Division Totenkopf, die vor dem Angriff zurückwich.
Zu diesem Zeitpunkt war es den Briten gelungen, etwa 10 km in die deutschen Linien einzubrechen und 400 Gefangene zu machen. Von den anfänglichen 74 Panzern waren jedoch nur noch 26 einsatzbereit, und die Kommandeure der beiden Panzerbataillone waren gefallen. Major General Franklyn entschloss sich deshalb zum Rückzug. In der Nacht wurden einige Panzer der französischen 3. Mechanisierten Division bei Warlus eingekreist und ergaben sich. Während sich die westliche britische Kolonne ohne größere Schwierigkeiten absetzen konnte, geriet die östliche Kolonne bei Agny in einen deutschen Luftangriff, gefolgt von einem Panzervorstoß. Noch in der Nacht gelang es deutschen Angriffsspitzen, bis zur Stadtgrenze von Arras vorzudringen.
Am 24. Mai 1940 räumten die britischen Truppen Arras und deutsche Truppen besetzen kurz danach die Stadt.

## Bilanz und Folgen der Schlacht
Rommel meldete 89 Tote, 116 Verwundete und 173 Vermisste, hingegen meldeten die Briten, 400 Gefangene gemacht zu haben. Auf britischer Seite gab es 100 Gefallene und Verwundete sowie den Verlust von 60 Panzern. Ein wesentlicher Teil des deutschen Erfolges ging auf das Konto der Luftunterstützung, welche auf alliierter Seite ausblieb, aber auch das Zusammenwirken der übrigen Waffengattungen wie Panzer, Artillerie und Infanterie funktionierte bei der Wehrmacht besser. Das britische Expeditionskorps verlor bei der Schlacht seine letzten operativen Panzerreserven.
Trotz des Sieges hatte die Schlacht von Arras aus psychologischen Gründen möglicherweise negative Auswirkungen auf den deutschen Feldzugsverlauf, denn der anfängliche britische Teilerfolg verstärkte die Furcht der höheren Stäbe der Heeresgruppen um die Sicherheit der eigenen Flanken. General von Kleist erwirkte für seine Panzergruppe einen Haltebefehl vom Chef des Stabes des Oberkommando des Heeres, Franz Halder. Am Morgen des 22. Mai 1940 erging der Befehl von Generaloberst Gerd von Rundstedt, vor einem fortgesetzten Vorstoß zum Ärmelkanal die Lage vor Arras erst zu bereinigen, und zwei Tage später, am 24. Mai, erließ er einen folgenschweren, von Hitler gebilligten Haltebefehl für die gesamte Heeresgruppe A, wobei bis heute nicht geklärt ist, was ihn dazu bewogen hatte; möglicherweise spielten jedoch die Erfahrungen bei Arras dabei eine wichtige Rolle. Sollte dies zutreffen, wäre die Schlacht trotz der taktischen Niederlage der Briten als maximaler operativer Erfolg für sie zu werten, denn Rundstedts militärisch unverständliche Entscheidung ermöglichte es den Briten, den Großteil ihres Expeditionskorps bei Dünkirchen (Operation Dynamo) in das Mutterland zu evakuieren.